# Anteros
Anteros (grč. Αντερως, Anterôs) u grčkoj mitologiji bog je vraćene ljubavi, a također je kažnjavao one koji podcjenjuju ljubav i koji je ne uzvraćaju. Aresov je i Afroditin sin te Erosov, Deimosov i Fobosov brat.

## Etimologija
Anterosovo ime zapravo je složenica riječi anti = "protiv" i eros = "ljubav" te znači "protuljubav".
Ime se često rabilo i kao sinonim za ljubav u homoseksualnoj vezi dvaju dječaka.

## Karakteristike
Prikazivan je gotovo identičan Erosu, lijep kao i on, ali s dugom kosom i leptirovim krilima. Bio je opisivan i kao da je naoružan zlatnom palicom ili olovnim strelicama.

## Mitologija
Anteros je dan svom bratu Erosu kao drug i racionalno biće koje vjeruje da ljubav mora biti uzvraćena da bi uspjela. Rođen je iz veze Aresa i Afrodite, koja je tako prevarila svog ružnog muža Hefesta. Sestra mu se zvala Harmonija.
Prema Pauzaniju, u Ateni se nalazio Anterosov žrtvenik. Atenjanin Melet ponižavao je Timagoru koji je u njega bio zaljubljen te mu je rekao da se popne na vrh litice i sunovrati. Timagora je, želeći ugoditi mu, to doista i učinio, a Meleta je obuzelo veliko kajanje i grižnja savjesti te ga je slijedio u ponor i ubio se. Otad je Anteros u Ateni bio štovan kao božanstvo koje osvećuje neuzvraćenu ljubav te ujedno štiti istospolnu ljubav.

## Vanjske poveznice
- Anteros u klasičnoj literaturi i umjetnosti (engl.)